# Stora Hyndsjön
Stora Hyndsjön är en sjö i Svenljunga kommun i Västergötland och ingår i Ätrans huvudavrinningsområde.